# География Буркина-Фасо

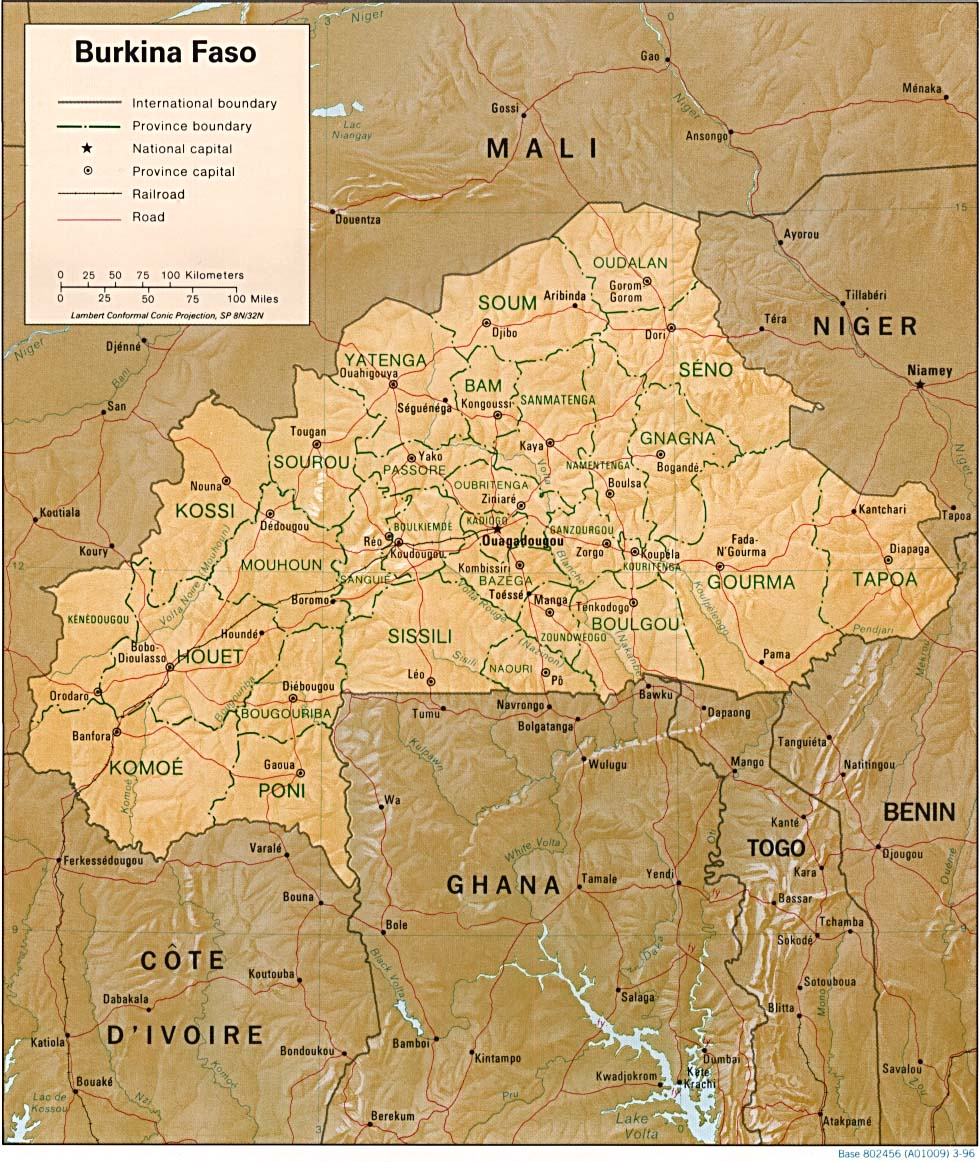
Буркина Фасо на карте

Государство Буркина-Фасо находится в Западной Африке.
Площадь: общая — 274 200 км² (суша — 273 200 км², вода — 1000 км²).
Протяженность границ с Бенином — 306 км, Кот-д’Ивуаром — 584 км, Ганой — 548 км, Мали — 1000 км, Нигером — 628 км, Того — 126 км.
Большая часть поверхности — денудационное плато высотой 200–500 м, над пенепленизированной поверхностью которого поднимаются островные куполообразные холмы. На юго-западе страны расположено песчаниковое плато высотой до 749 м (гора Тена-Куру – высшая точка Буркина-Фасо), на юго-востоке, вдоль долины реки Оти, тянутся низменные аккумулятивные равнины, в северной части встречаются цепи закреплённых песчаных дюн. Центральную часть страны, где расположена столица страны Уагадугу и где есть выходы докембрийских пород, называют Центральное плато.
Климат субэкваториальный, с резко выраженным сухим сезоном (с ноября по март; в северных районах длится 8—10 мес.). Реки немногочисленны; наиболее значительные из них — Чёрная Вольта и Белая Вольта. В сухой сезон все реки сильно мелеют или пересыхают.
Преобладает типичная и высокотравная саванна; местами — участки редкостойных саванновых лесов, кустарников. Леса занимают ок. 9% территории страны.
Количество диких животных сокращается. Встречаются львы, леопарды, слоны, буйволы, антилопы. Много птиц и пресмыкающихся. На болотистых берегах рек водятся бегемоты, крокодилы, водяные черепахи. В саванне много термитников. На юге страны распространена муха цеце. На границе с Бенином и Нигером национальный парк W (Дубль «В»), резерваты.